# Щебнюха (село)
Щебнюха — село в Чарышском районе Алтайского края. До 4 марта 2022 года входило в состав сельского поселения Алексеевский сельсовет.

## История
Основано в 1910 г. В 1928 году состояло из 80 хозяйств, основное население — русские. В административном отношении входило в состав Озерковского сельсовета Бащелакского района Бийского округа Сибирского края.

## Население
| 1926 | 2002 | 2005 | 2006 | 2007 | 2008 |
| ---- | ---- | ---- | ---- | ---- | ---- |
| 416  | ↘185 | ↗200 | ↘194 | ↗203 | ↘202 |
| 2009 | 2010 | 2011 | 2012 | 2013 |      |
| ↘193 | ↘167 | ↘166 | ↘162 | ↘152 |      |

Национальный состав
Согласно результатам переписи 2002 года, в национальной структуре населения русские составляли 96 %.